# Lönsboda
Lönsboda è un'area urbana della Svezia situata nel comune di Osby, contea di Scania.
La popolazione rilevata nel censimento 2010 era di 1 903 abitanti .